# فانزنت (ميزوري)
فانزنت (بالإنجليزية: Vanzant, Missouri)‏ هي منطقة سكنية تقع في الولايات المتحدة في مقاطعة دوغلاس.  يقدر عدد سكانها   وترتفع عن سطح البحر 359 متر.